# Paolo Bianco (Rennfahrer)
Paolo Bianco war ein italienischer Motorradrennfahrer, der in den frühen 1920er-Jahren aktiv an Langstrecken-, Berg- und Straßenrennen teilnahm und bei einigen Events das Podium erreichte, vor allem auf Maschinen der Marke Garelli.

## Rennsportkarriere
- 30. April 1922 – Sieger beim Bergrennen Sassi–Superga in Turin, Region Piemont (Strecke n. a.), in der Klasse bis 350 cm³.
- September 1923 – Sieger des Circuito del Monferrato[1] in Asti, Italien (Rennstrecke ca. 138 km) in der 350‑cm³-Klasse mit einer Zeit von 1 h 48 min (Durchschnittsgeschwindigkeit: 76,57 km/h).

In den darauffolgenden Jahren nahm Bianco an weiteren Rennen teil, jedoch ohne nennenswerte Erfolge.